# Romain Grégoire
Romain Grégoire (ur. 21 stycznia 2003 w Besançon) – francuski kolarz szosowy.

## Osiągnięcia
2020
- 2. miejsce w La Philippe Gilbert Juniors
- 1. miejsce w mistrzostwach Francji juniorów (start wspólny)

2021
- 1. miejsce w Gran Premio Eccellenze Valli del Soligo
- 1. miejsce w Trofeo Guido Dorigo
- 1. miejsce w Tour du Valromey
  - 1. miejsce na 5. etapie
- 1. miejsce w mistrzostwach Francji juniorów (jazda ind. na czas)
- 1. miejsce w mistrzostwach Francji juniorów (start wspólny)
- 1. miejsce na 3. etapie Aubel-Thimister-Stavelot
- 1. miejsce w mistrzostwach Europy juniorów (start wspólny)
- 2. miejsce w mistrzostwach świata juniorów (start wspólny)
- 1. miejsce na 3. etapie SPIE Internationale Juniorendriedaagse

2022
- 1. miejsce w Liège-Bastogne-Liège U23
- 1. miejsce w Giro del Belvedere
- 1. miejsce w Gran Premio Palio del Recioto
- 1. miejsce w Flèche Ardennaise
- 2. miejsce w Alpes Isère Tour
  - 1. miejsce w klasyfikacji młodzieżowej

2023
- 2. miejsce w Grand Prix du Morbihan
- 1. miejsce w Quatre Jours de Dunkerque
  - 1. miejsce w klasyfikacji młodzieżowej
  - 1. miejsce na 2. etapie
- 1. miejsce w Tour du Limousin
  - 1. miejsce w klasyfikacji młodzieżowej
  - 1. miejsce na 1. i 3. etapie

2024
- 2. miejsce w Classic de l’Ardèche
- 1. miejsce na 5. etapie Vuelta al País Vasco
- 4. miejsce w Tour de Pologne

## Rankingi
| Rok             | 2022 | 2023 | 2024 |
| --------------- | ---- | ---- | ---- |
| World Ranking   | 301. | 72.  | 54.  |
| UCI Europe Tour | 242. | 60.  | 45.  |
|                 |      |      |      |
| Źródło: UCI     |      |      |      |